# Seine (departement)
Seine var ett franskt departement som år 1968 delades upp i fyra – Paris, Hauts-de-Seine, Seine-Saint-Denis och Val-de-Marne. Dess huvudstad var Paris. Departementet var ett av de ursprungliga 83 departementen som skapades 4 mars 1790 under Franska revolutionen.
Seine var när det begav sig helt inneslutet i Seine-et-Oise.